# サラーミシュ
サラーミシュ（アラビア語： الملك العادل بدر الدين سلامش بن الملك الظاهر بيبرس　転写：al-Malik al-‘Ādil Badr ad-Dīn Salāmish b. al-Malik aẓ-Ẓāhir Baybars, 1272年 - 1291年）は、マムルーク朝（バフリー・マムルーク朝）のスルターン（在位：1279年）。略してアーディル・サラーミシュ الملك العادل سلامش al-Malik al-‘Ādil Salāmish とも呼ぶ。またサラーミシュの部分はスラーミシュ Sulāmish とも言う。第5代スルターン・アッ＝ザーヒル・バイバルスの子で、第6代スルターン・バラカの弟にあたる。

## 生涯
1279年にマムルーク朝の将軍たちによってバラカが廃位された後、当時7歳のサラーミシュがスルターンに擁立された。政府の有力者であった将軍カラーウーンがサラーミシュの後見人となり、政務・軍事を取り仕切り、公衆礼拝で読み上げられるフトバにはサラーミシュの名の次にカラーウーンの名が入れられた。
カラーウーンの下でバイバルス家を支持する将軍たちは排除され、カラーウーンの支持者たちが起用された。1279年11月27日にサラーミシュは廃位され、カラーウーンがマムルーク朝のスルターンに即位した。
サラーミシュは廃位された後、カラクに移された。1280年にダマスカス総督ソンコル（サンカル）がカラーウーンに対して反乱を起こした時、サラーミシュも反乱に加わった。